# 과테말라의 커피 생산
과테말라의 커피 생산에 관한 설명이다.

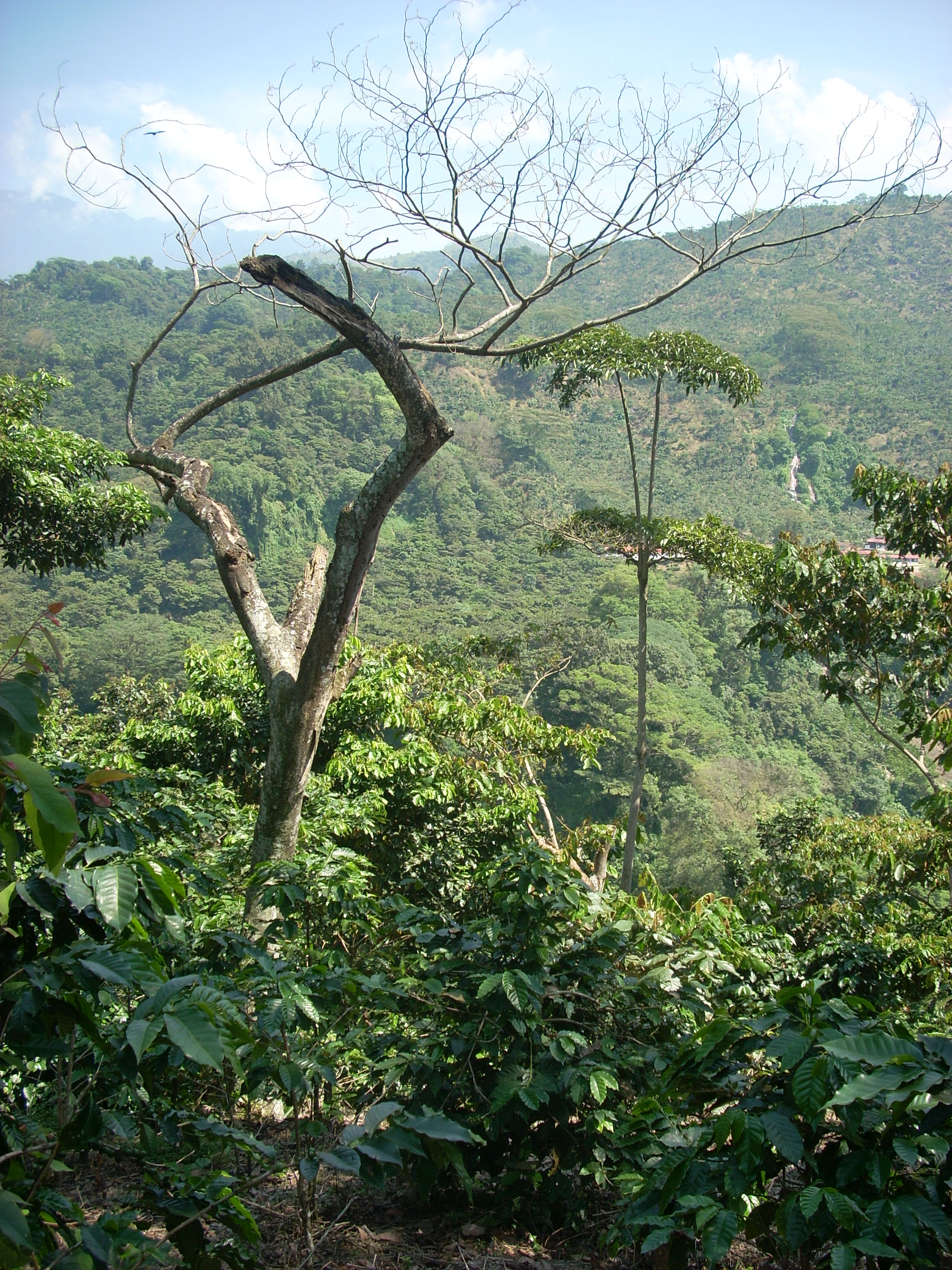

과테말라에서 커피 생산이 발전하기 시작한 것은 1850년대였다. 커피는 과테말라 경제의 중요한 요소이다.
과테말라는 20세기 대부분과 21세기 초까지 중앙아메리카 최대 커피 생산국이었지만, 2011년 온두라스에 밀려 생산량이 감소했다. 온두라스와 멕시코로의 불법 수출은 공식 통계에 반영되지 않았다.

## 지리
과테말라에서 커피가 건강하게 자라고 풍부한 생산량을 올리는 데 가장 적합한 기온은 16~32°C(60~90°F)이다. 해발 500~700m(1,600~2,300피트)의 고지대에서는 어린 커피나무를 그늘에 두어야 한다.
대부분의 커피 농장은 해발 500미터(1,600피트)에서 1,500미터(4,900피트) 사이의 고도에 위치해 있다. 1,500미터(4,900피트)가 넘는 고도에서는 차가운 북풍으로부터 농장을 보호해야 한다.